# 광차 문제

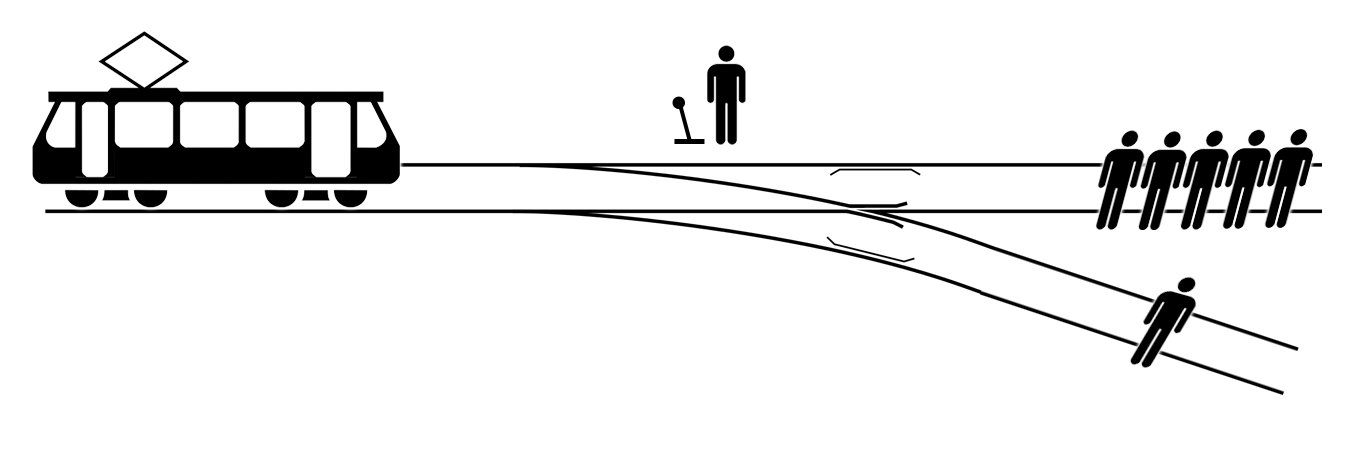
트롤리 문제 : 런 어웨이 트롤리를 측면 트랙으로 돌리려면 레버를 당겨야합니까?

광차문제(鑛車問題, 영어: trolley problem)는 윤리학의 사고실험으로, 필리파 풋이 제시하고 주디스 자비스 톰슨 및 이후의 피터 엉거와 프란세스 캄이 체계적으로 분석하였다. 역사적으로 유사한 문제가 형법학에서 다루어졌으며 특히 대륙법계의 법전에서 고려되기도 했다. 고전적으로는 카르네아데스가 스토아 학파의 윤리 이론의 모순을 지적하기 위해 만든 카르네아데스의 널판지라는 문제가 있었다. 전통적 철학의 영역 밖에서도, 이 문제는 신경윤리학에서 비중있게 다루어진다.

## 개요
아래의 질문 모두, 다른 방법을 쓸 여유는 없고, 법적 책임은 지지 않는 것으로 설정된다. 오직 도덕적인 견해만을 문제삼는 것이다. 응답자는 질문에 대해 (도덕적 관점에서) "허용된다"와 "허용되지 않는다"로 응답하게 되어 있다.
1.광차가 운행 중 이상이 생겨 제어 불능 상태가 되었습니다. 이대로는 선로에 서 있는 5명이 치여죽고 맙니다. 그런데 다행히도 이반이 전철기의 옆에 있고, 전철기를 돌리면 전차를 다른 선로로 보냄으로써 5명을 살릴 수 있습니다. 하지만 문제는 그 다른 선로에 1명이 있어서 그 사람이 치여죽고 맙니다. 어느 쪽도 대피할 시간은 없습니다. 이때 도덕적 관점에서 이반이 전철기를 돌리는 것이 허용됩니까?
이는 요약하면 5명을 살리기 위해 1명을 죽여도 되는가는 문제가 된다. 공리주의적인 관점에서는 1명을 희생해서라도 5명을 구해야하지만, 의무론을 따르면 누군가를 다른 목적을 위해 이용해서는 안 되며, 따라서 아무것도 해서는 안 된다.
그럼 다음과 같은 파생문제는 어떻게 될까?

### 파생문제
2.앞의 문제와 동일하게 폭주중인 광차가 달리고 있습니다. 마찬가지로 그 앞에는 5명이 있고 달아날 틈이 없습니다. 그러나 다행히도 제프가 과선교에 있습니다. 뭔가 무거운 물체를 떨어뜨려 광차를 탈선시키면 5명을 구할 수가 있습니다. 그런데 문제는 제프의 근처에 있는 무거운 물체라고는 뚱뚱한 사람이 있을 뿐입니다. 도덕적 관점에서 제프가 그 뚱뚱한 사람을 밀어 떨어뜨리는 것이 허용됩니까?
공리주의에 따르면 전철기를 돌리는 일이나 1명을 밀어 떨어뜨려 탈선시키는 일이나 1명을 죽여 5명을 살리는 점에 있어 같다. 그러나 많은 사람들이 앞의 질문에 대해서는 허용된다고 대답한 데 반해 뒤의 질문에는 허용되지 않는다고 답하고 있다. 이 두 질문의 다른 점은 처음 질문에서는 1명의 죽음이 행위자가 직접 의도한 결과가 아니라 일종의 부작용으로 생각할 수 있는 데 반해 두 번째 질문에서는 행위자의 직접적인 의도에 의해 1명이 죽는다는 것이다.

### 다시 합류하는 선로
3.앞의 문제와 동일하게 폭주중인 광차가 달리고 있습니다. 마찬가지로 그 앞에는 5명이 있고 달아날 틈이 없습니다. 다행히도 프랭크가 전철기의 옆에 있지만, 분기한 선로는 5명을 지나기 전에 다시 합류합니다. 그러나 분기된 선로에는 뚱뚱한 사람이 있어, 그 사람을 광차에 치이게 함으로써 5명을 구할 수 있습니다. 이때 도덕적 관점에서 프랭크가 전철기를 돌리는 것이 허용됩니까?
4.앞의 문제와 동일하게 폭주중인 광차가 달리고 있습니다. 마찬가지로 그 앞에는 5명이 있고 달아날 틈이 없습니다. 다행히도 데니스가 전철기의 옆에 있지만, 분기한 선로는 5명을 지나기 전에 다시 합류합니다. 하지만 분기된 선로에는 커다란 쇳덩이가 있어 광차는 쇳덩이에 부딪혀 멈추겠지만, 쇳덩이 앞에는 사람이 1명 있어 피하지 못하고 죽을 것입니다. 이때 도덕적 관점에서 데니스가 전철기를 돌리는 것이 허용됩니까?
세 번째 질문은 최초의 질문과 마찬가지로 누군가를 직접 죽음으로 몰아넣는 것이 아니다. 그러나 두 번째 질문과 마찬가지로 그 죽음은 부차적 결과가 아니고 행위자의 의도의 결과이다. 네 번째의 문제는 세 번째와 거의 같지만, 1명의 죽음은 행위자의 의도된 결과가 아니고 부차적 결과이다.
일관된 합리적 판단을 내린다면 어떤 질문에도 같은 답-즉, 1명을 희생하여 5명을 구할지, 아니면 5명을 희생하여 1명을 구할지의 하나-이 나오게 된다. 아니면 의무론에 따라 누군가의 목숨을 다른 목적에 이용해서는 안 된다고 생각한다면 적어도 문제 2와 3에서는 허용되지 않는다고 답할 것이다. 만일 일관성 없는 판단이 내려진다면 그 까닭-어떤 경우에는 누가 희생되어도 되고, 어떤 경우에는 그렇지 않은-이 무엇인지, 이 딜레마를 합리적으로 설명할 수 있는 논리학적 지침은 존재하지 않는다.
생물학자 마크 하우저는 위의 상황과 유사한 30가지의 상황을 제시하고 그에 대해 어떤 판단을 왜 내렸는가에 대한 온라인 조사를 실시했다. 그 결과, 질문들의 차이점을 올바르게 인식하고 스스로의 판단 기준으로 삼았음을 증명하지 못한 사람이 응답자 500명 중 70%에 달했다. 또 5000명 이상이 응답한 테스트에서는 처음 질문에 대해 89%가 허용된다고 한데 반해, 두 번째 질문에는 단 11%만이 허용된다고 답했으며, 세 번째와 네 번째 질문에 대해 허용된다고 응답한 비율은 56%와 72%였다. 응답자의 교육 정도, 종교적 배경, 민족 등은 응답 결과에 거의 영향을 주지 않았다.
의도적인 행동의 결과로 발생된 위해에 대해서는 책임을 져야하고, 단지 결과가 예측되기만 하여 발생된 위해에 대하여는 책임을 지지 않아도 되는 것을 더블 이팩트라고 부른다. 첫 번째와 네 번째에 대해 허용된다고 응답한 사람의 비중이 높은 것은 사람이 더블 이팩트를 고려하고 있기 때문이라고 설명할 수도 있다. 하우저의 주장은 사람의 도덕적 판단은 이성이나 이론보다는 직관이나 감정의 영향을 받고 있다는 것이다. 그리고 어떠한 요인이 비도덕적이라고 판단받는가를 다음의 세 가지로 정리했다.
- 행동의 원리 : 행동함으로써 일어난 폐해(가령 누군가의 죽음)는 행동하지 않아 일어난 폐해보다 더 비도덕적이라고 판단받는다.
- 의도의 원리 : 의도적으로 한 행동이 의도적이지 않은 행동보다 더 비도덕적이라고 판단받는다.
- 접촉의 원리 : 직접적 신체 접촉이 수반되는 위해가 그렇지 않은 위해보다 더 비도덕적이라고 판단받는다.

신경윤리학자 조슈아 그린에 따르면 특히 두 번째 질문에서는 다른 질문에서는 그다지 반응하지 않았던 뇌의 부분이 반응했다고 한다. 이는 사람을 직접 죽일 때 강한 부정적 반응을 보이는 것이라고 한다.
타임지의 기사에 따르면, 조사대상의 85%가 5명을 구하기 위해 1명을 밀어 떨어뜨리는 행동은 할 수 없다고 답했다고 한다. 또 사고를 막아내기 위해서 사람을 죽이는 경우는 없다. 따라서 실제로 위와 같은 상황이 발생하면 5명이 죽도록 방치할 가능성이 높다.

### 자율주행 차에 관한 의미
이러한 광차 문제는 자율 주행 자동차가 탑승자를 안전하게 할 것인지 아니면 보행자를 안전하게 할 것인지를 결정하는 문제와도 깊이 연관된다.

## 같이 보기
- 결과주의
- 이중 결과의 원리
- 바이올린 연주자 (사고실험)
- 덕윤리학
- 히로시마와 나가사키의 원폭 투하에 대한 논쟁

## 참고 자료
- Philippa Foot, The Problem of Abortion and the Doctrine of the Double Effect in Virtues and Vices (Oxford: Basil Blackwell, 1978) - 광차 문제가 처음으로 제기된 글.
- Shelly Kagan, The Limits of Morality (Oxford: Oxford University Press, 1989).
- Francis Myrna Kamm, Harming Some to Save Others, 57 Philosophical Studies 227-60 (1989).
- Judith Jarvis Thomson, Killing, Letting Die, and the Trolley Problem, 59 The Monist 204-17 (1976).
- Judith Jarvis Thomson, The Trolley Problem, 94 Yale Law Journal 1395-1415 (1985).
- Peter Unger, Living High and Letting Die (Oxford: Oxford University Press, 1996).
- Homepage of Joshua Greene
- Joshua D. Greene, "The secret joke of Kant’s soul", in Moral Psychology, Vol. 3: The Neuroscience of Morality, W. Sinnott-Armstrong, Ed., (Cambridge, MA: MIT Press)